# Praia de Santo Antônio de Lisboa

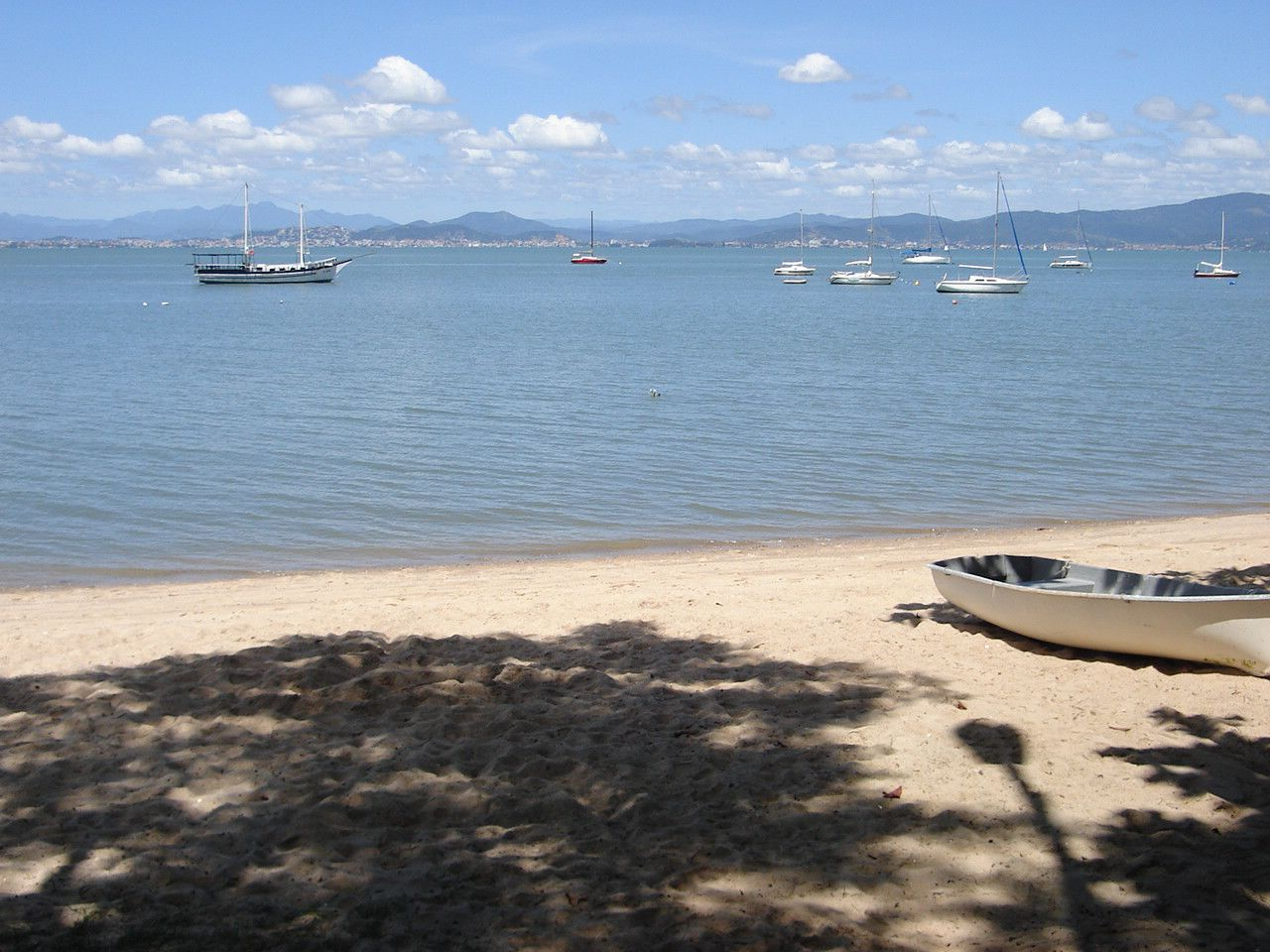
Praia de Santo Antônio de Lisboa

Praia de Santo Antônio de Lisboa is een strand in het noordwesten van het eiland Santa Catarina. Het is gelegen in de wijk Santo Antônio de Lisboa van de gemeente Florianópolis in het zuiden van Brazilië.
Het strand is de thuisbasis van vele vissers en het wordt veel bezocht door liefhebbers van schaal- en schelpdieren.